# Alois Tampier
Alois Tampier (* 20. Juni 1913 in Weitra; † 22. Juli 2007) war ein österreichischer Geistlicher und Dichter.

## Leben
Nach dem Besuch des Stiftsgymnasiums Melk begann Tampier ein Theologiestudium in St. Pölten. Durch Bischof Michael Memelauer erhielt Tampier am 29. Juni 1937 in St. Pölten die Priesterweihe. Darauf wirkte er als Kaplan in Kirchberg, Thaya, St. Valentin, Heiligeneich und Langenlois. 1946 wurde Tampier zum Ordinariatssekretär, 1955 zum Leiter des Seelsorgeamtes und 1961 zum Ordinariatskanzler berufen. 1955 promovierte Tampier an der Universität Wien zum Doktor der Theologie und wurde 1958 Vizeoffizial am St. Pöltner Diözesangericht. 1969 berief ihn Bischof Franz Žak zum Generalvikar. Dieses Amt übte Tampier während der gesamten Amtszeit des Bischofs bis 1991 aus. 1975 wurde er Prosynodalrichter.
Prälat Tampier wirkte des Weiteren als Direktor bzw. Nationaldirektor der Päpstlichen Missionswerke in Österreich (Missio), als Diözesanpräses der Marianischen Kongregation, Präses des österreichischen Borromäuswerks, Vorsitzender des Kuratoriums der Caritas und war ebenfalls Vorsitzender der Diözesankommission für das ständige Diakonat. 1977 erfolgte seine Berufung zum Domdechanten und 1987 zum Dompropst. 1979 wurde der Prälat mit dem Silbernen Komturkreuz des Ehrenzeichens für Verdienste um das Bundesland Niederösterreich geehrt.
Daneben war Tampier Autor von Gedichten und Erzählungen, die er in Deutsch und Latein schrieb und in zehn Büchern publizierte.

## Werke (Auswahl)
- Besinnliches, 1978
- Rund um den Marktplatz, 1983
- Hilarion, 1989
- Thomas und Gertraud, 1992
- Kritisches und Besinnliches, 1993
- Die Leute von Steinhausen, 1993
- Schau in den Spiegel, 2000